# Cantó de Soissons-Sud
El cantó de Soissons-Sud és un cantó francès del departament de l'Aisne, situat al districte de Soissons. Té 11 municipis i el cap és Soissons.

## Municipis
- Belleu
- Berzy-le-Sec
- Billy-sur-Aisne
- Courmelles
- Mercin-et-Vaux
- Missy-aux-Bois
- Noyant-et-Aconin
- Ploisy
- Septmonts
- Soissons (part)
- Vauxbuin

## Història
| Data d'elecció                           | Identitat             | Partit                     | Qualitat |
| ---------------------------------------- | --------------------- | -------------------------- | -------- |
| 1973-1982                                | Marc Laurent          | PCF                        |          |
| 1982-2001                                | Mario-Louis Craighero | PS                         |          |
| 2001-2008                                | Pascal Tordeux        | Divers droite, després UMP |          |
| 2008-                                    | Serge Vallée          | PCF                        |          |
| les dades anteriors no són pas conegudes |                       |                            |          |
|                                          |                       |                            |          |

## Demografia
| A partir de 1990: Població sense dobles comptes |